# Бердзор (футбольный клуб)
«Бердзо́р» (арм. Ֆուտբոլային ակումբ «Բերձոր» Քաշաթաղ) — бывший нагорно-карабахский футбольный клуб из Бердзора (Лачына), основанный в 2004 году. Базировался в Бердзоре (Лачыне), принимал соперников на городском стадионе и участвовал в чемпионате НКР.

## История
Клуб основан в 2004 году и в том же году принял участие в Открытом чемпионате республики. В 2009 году команда заняла 8-е место в 1-м чемпионате НКР.

## Достижения
8-е место в чемпионате НКР (2009).

## Статистика выступлений

### Чемпионат и Кубок НКР
| Сезон | Лига         | Место | И  | В | Н | П  | Мячи   | +/-  | О |   | Кубок      | Примечания             |
| ----- | ------------ | ----- | -- | - | - | -- | ------ | ---- | - | - | ---------- | ---------------------- |
| 2004  | Премьер-лига | 8-е   | 16 | 2 | 0 | 14 | 23-76  | -53  | 6 | - | -          | Открытый чемпионат НКР |
| 2009  | Премьер-лига | 8-е   | 16 | 3 | 0 | 13 | 34-86  | -52  | 9 | - | -          | 1-й чемпионат НКР      |
| 2010  | Премьер-лига | 4?9-е | 16 |   |   |    |        |      |   |   | -          | 2-й чемпионат НКР      |
| 2011  | Премьер-лига | 4?9-е | 16 |   |   |    |        |      |   |   | -          | 3-й чемпионат НКР      |
| 2019  | Премьер-лига | 11-е  | 30 | 1 | 1 | 28 | 21-213 | -192 | 4 | - | 1/8 финала | 5-й чемпионат НКР      |

## Главные тренеры клуба
- Владик Мирзоян (?—н.в.)